# كورتني جونز (حكم التزلج على الجليد)
كورتني جونز (بالإنجليزية: Courtney Jones)‏ هو راقص على الجليد بريطاني، ولد في 30 أبريل 1933.